# Cañamón
El cañamón es la semilla del cáñamo, una planta herbácea del género Cannabis (Cannabis sativa L.); consta de un núcleo blanco, redondo, más pequeño que la pimienta y cubierto de una corteza lisa de color gris verdoso. Los cañamones tienen multitud de usos y aplicaciones: desde alimento para animales o para consumo humano, para la pesca de agua dulce (crudos como cebo o cocidos después de la germinación), así como prensado en frío para obtener aceite de cáñamo. Los cañamones no tienen efectos psicoactivos.

## Consumo humano
De los cañamones se obtienen grasas esenciales para hacer quesos, margarinas, aceites, helados, pastas y pan. Poseen un sabor ligeramente dulces y son muy nutritivos, aportando fósforo, zinc, hierro y proteína vegetal.  Los cañamones se pelan y se muelen para hacer salsas o bebidas diversas. Las semillas tienen también aplicaciones terapéuticas, por sus propiedades curativas indicadas contra afecciones del aparato urinario y las inflamaciones. Además, el consumo de cañamones se recomienda a mujeres lactantes por favorecer la producción de leche, así como para la dismenorrea.

## Legalidad
En la mayoría de países está permitida la producción, venta, uso y consumo de semillas de «cáñamo industrial», es decir, aquel que contiene bajas dosis de THC (tetrahidrocannabinol, el elemento psicotrópico del cáñamo).

## Fin culinario
Según Clarke Merlin 2013 199-200, el consumo de las semillas del cáñamo podría haber sido el primer uso del cáñamo conocido por el ser humano, debido a su elevado valor nutricional, y sólo más tarde, y como resultado derivado de este uso primigenio, habríamos conocido sus propiedades psicoactivas y su utilidad para fabricar fibras.
- Siemieniotka, una sopa de Silesia, en Polonia, hecha a base de cañamones
- Torta de cañamones, pan típico de las provincias de Teruel y Cuenca, en España